# Puyloubier
 Puyloubier  es una comuna y población de Francia, en la región de Provenza-Alpes-Costa Azul, departamento de Bocas del Ródano, en el distrito de Aix-en-Provence y cantón de Trets.
Su población en el censo de 1999 era de 1.473 habitantes.
Está integrada en la Communauté d’agglomération du Pays d’Aix-en-Provence .

## Demografía
| 630 | 692 | 798 | 1 121 | 1 317 | 1 473 | 1 860 |
| Para los censos de 1962 a 1999 la población legal corresponde a la población sin duplicidades (Fuente: INSEE [Consultar]) |     |     |       |       |       |       |